# 碧海電気鉄道
碧海電気鉄道（へきかいでんきてつどう）は、愛知県下において現在の名鉄西尾線の大部分（新安城 - 西尾間15.0 km）に相当する路線を敷設・運営した鉄道事業者である。
本項では、事業者としての碧海電気鉄道のほか、同社が敷設・運営した鉄道路線（「碧海電気鉄道線」と記す）についても詳述する。

## 概要
愛知電気鉄道豊橋線（現・名鉄名古屋本線の一部）の今村（現・新安城）を起点として、愛知県南東部に位置する幡豆地方の中心都市であった西尾とを結ぶ鉄道路線を敷設・運営するため、1925年（大正14年）5月に設立された事業者である。1926年（大正15年）7月に今村 - 米津間にて暫定開業し、1928年（昭和3年）10月に今村 - 西尾間が全線開通した。終点の西尾においては愛知電気鉄道の西尾線と接続し、同日より西尾線吉良吉田まで直通運転が開始された。
親会社である愛知電気鉄道と名岐鉄道との合併による現・名古屋鉄道（名鉄）発足後は名鉄の子会社となったのち、1944年（昭和19年）3月に碧海電気鉄道は名鉄へ吸収合併された。これは太平洋戦争激化に伴う戦時体制への移行による、陸上交通事業調整法を背景とした地域交通統合の時流に沿う形で実施されたもので、保有路線・車両は名鉄へ継承された。

## 歴史

### 会社設立から路線開業まで
愛知電気鉄道（愛電）が神宮前 - 吉田（豊橋）間を結ぶ高速鉄道路線である豊橋線の敷設計画を推進していた1922年（大正11年）当時、豊橋線の経路となった碧海郡安城町の地元有力者によって、安城町より明治村米津を経由して幡豆郡西尾町に至る電気鉄道路線の敷設計画が持ち上がった。幡豆郡西尾町には、のちに愛電へ吸収合併されることとなる西尾鉄道の路線が存在していたが、同社路線は輸送単位が小さい上に運行速度の遅い762 mm軌間（特殊狭軌）の蒸気鉄道であったため、地元においては名古屋方面への移動がより便利となる電気鉄道の敷設が望まれていた。
地元有力者と愛電との折衝の末、愛電は新路線の運営事業者設立に際して資本金の50 %を出資すること、起点駅を豊橋線の宇頭駅とすることなどについて合意し、1923年（大正12年）5月に碧海郡矢作町より明治村米津に至る鉄道路線の敷設が免許された。その後、起点駅を宇頭から今村へ変更したことや、発行株式の引き受けが難航したことなど事務手続き上の都合で会社設立が遅れ、免許交付より2年後の1925年（大正14年）5月15日に会社設立総会が開催された。社名は碧海電気鉄道とし、資本金100万円のうち50万円を愛電が出資する、愛電の子会社として発足した。社長は愛電取締役社長の藍川清成が兼務し、本社も愛電本社内に設置された。愛電の直営とせず別会社したのは、そうすることで政府補助金を引き出す狙いがあった。
敷設工事は親会社である愛電が施工し、1926年（大正15年）7月1日に今村 - 米津間11.6 kmが開通した。軌間1,067 mm（狭軌）および直流1,500 Vの架線電圧という規格は愛電豊橋線と同一であり、軌条（レール）も同じく37 kgの重軌条を使用した。また、碧海電気鉄道線は全区間単線で敷設されたが、将来の複線化を見越して複線分の敷地が確保された。

### 全線開通
愛電は当初、米津より先は別会社による建設を検討していた。碧海郡明治村米津から幡豆郡西尾町中心部の西端を通過し、平坂町、福地村、一色町味浜に至る幡豆電気鉄道（5M52C）がそれで、1924年（大正13年）12月に出願された同計画に対し、営業圏が被る西尾鉄道からの認可反対を旨とする陳情書が鉄道大臣あてに提出されている。西尾鉄道はその後愛電に吸収合併されるが、同社の合併により幡豆電気鉄道を別途敷設する意義も薄れたため、1927年（昭和2年）1月には幡豆電気鉄道の申請取下げと碧海電気鉄道に米津から西尾町に至る延長線の敷設免許認可を求める陳情書が提出された。
こうして幡豆電気鉄道の出願が1927年（昭和2年）5月に却下された一方、同年6月には碧海電気鉄道の西尾延長線の敷設免許申請が認可された。西尾町は米津から見て矢作川の対岸に位置する都市であり、延伸に際しては矢作川へ橋梁（米津橋梁）を建造する必要があったことから、延伸工事に先立って優先株を発行して資本金を180万円に増資、着工までに8万円の払込金を徴収して架橋工事費用に充当した。
同時期に愛電は吸収合併した西尾鉄道の路線を「西尾線」とし、同路線の電化工事および軌間の1,067 mmへの拡幅工事に着手した。その際、急曲線が存在した西尾駅付近の路線については、西尾町の都市計画と協調して新線への切り替えを施工、移転後の西尾駅を碧海電気鉄道線との共同使用駅とすることとした。また、西尾線の電化および軌間拡幅工事完成後、碧海電気鉄道線は西尾より西尾線へ乗り入れて吉良吉田まで直通運転を行うため、西尾線の規格に合わせて自社路線の架線電圧を直流600 Vに降圧することとなった。
1928年（昭和3年）8月25日に米津 - 碧電西尾口（仮）間2.6 kmが開通し、同年10月1日の碧電西尾口（仮） - 西尾間0.8 km開通をもって全線開通した。また同日より前述の通り架線電圧の降圧を実施、西尾線への直通運転を開始した。碧電西尾口（仮） - 西尾間は愛電西尾線と並行して線路が敷設され、あたかも複線区間であるかのような様相を呈した。
さらに碧海電気鉄道は、鉄道省との連帯貨物輸送を目的として、南安城より分岐して鉄道省東海道本線の安城に至る貨物支線を計画、1939年（昭和14年）12月25日に同区間1.1 kmの貨物専用線（のちの名鉄安城支線）が開通した。碧海電気鉄道は国鉄安城駅に隣接する貨物駅を「新安城駅」と称した。
なおこの間、親会社である愛電は1935年（昭和10年）8月に名岐鉄道と合併して現・名古屋鉄道（名鉄）が発足した。これにより、碧海電気鉄道は名鉄の子会社となり、従来愛電に委託された碧海電気鉄道線の運営は名鉄へそのまま継承された。

### 名鉄へ吸収合併
碧海電気鉄道線の営業成績は開通以来低迷を続け、株式配当は終始1 %に留まった。しかし、1941年（昭和16年）に勃発した太平洋戦争の激化に伴う戦時体制への移行により、名鉄西尾線の岡崎新 - 西尾間が1943年（昭和18年）12月に不要不急線に指定され路線休止となったため、以降碧海電気鉄道線は西尾町と名古屋方面を今村乗り換えで結ぶ唯一の鉄道路線として重用されるようになった。
その後、陸上交通事業調整法を背景とした地域交通事業者の統合が行政より事実上強制されるようになったことを受けて、親会社の名鉄はそのような時流に沿う形で自社路線に隣接する鉄道事業者の統合を進め、碧海電気鉄道は1944年（昭和19年）3月1日付で名鉄へ吸収合併された。合併比率は名鉄10に対して碧海5.5とされ、従業員は現給のまま名鉄へ転籍扱いとなり、保有路線・鉄道車両もすべて名鉄へ継承された。
合併後の碧海電気鉄道線は、西尾線の残存区間である西尾 - 三河吉田間と系統が統合されて「碧西線」と称されたのち、戦後の1948年（昭和23年）5月に路線名称を「西尾線」と改称した。

### 年表

碧海電気鉄道路線図

- 1923年（大正12年）5月23日 - 碧海電気鉄道に対し鉄道免許状下付（碧海郡矢作町 - 同郡明治村間）[24]
- 1925年（大正14年）5月15日 - 碧海電気鉄道株式会社設立[7][25]
- 1926年（大正15年）7月1日 - 今村 - 米津間11.6 km開業[26]
- 1927年（昭和2年）6月2日 - 鉄道免許状下付（碧海郡明治村 - 幡豆郡西尾町間）[27]
- 1928年（昭和3年）
  - 8月5日 - 米津 - （仮）碧電西尾口間2.6 km開業[28]
  - 10月1日 - （仮）碧電西尾口 - 西尾間0.9 km開業、今村 - 西尾間の架線電圧を直流600 Vに降圧。（仮）碧電西尾口駅を廃止して愛電西尾線の（仮）西尾口駅に接続[29][30]
- 1929年（昭和4年）4月1日 - 中学校前 - 西尾間の（仮）西尾口駅廃止。
- 1930年（昭和5年）4月3日 - 中学校前 - 西尾間に碧海西尾口駅開業。
- 1939年（昭和14年）12月25日 - 貨物支線南安城 - 新安城（貨）間1.1 km開通[18]
- 1944年（昭和19年）
  - 碧海古井駅休止。
  - 3月1日 - 名古屋鉄道へ吸収合併[4]。今村 - 西尾間の旅客線は西尾線西尾 - 三河吉田間と統合され「碧西線」となる[21]。碧海西尾口駅を西尾口駅と改称。
- 1948年（昭和23年）5月16日 路線名称を「西尾線」と改称[21]。

名鉄合併後の碧海電気鉄道線の動向については名鉄西尾線#年表を参照

## 保有車両
碧海電気鉄道は開業に際して2軸ボギー構造の木造電車を3両導入した。デ100形（初代）100 - 102の形式称号および記号番号が付与された同3両は、制御装置は親会社の愛電において標準仕様となっていたアメリカ・ウェスティングハウス (WH) 社製の間接非自動制御器（HL制御器）を採用したが、その他の電気機器はドイツ製のものを採用した点を特徴とし、主電動機はアルゲマイネ社 (AEG) 製、制動装置と警笛はクノール製であった。
その後、前述した架線電圧降圧に際して、直流1,500 V単電圧対応車であった自社保有のデ100形（初代）3両は愛電へ譲渡され、代わりに愛電より直流600 V対応の電3形4両を譲り受けた。譲り受けた電3形デハ1022 - 1024・1026の4両にはデ100形（2代）100 - 103の形式称号および記号番号が付与され、愛電西尾線吉良吉田までの直通運用に用いられた。
愛電に移籍した初代デ100形、入れ替わりに導入された2代目デ100形とも、いずれも保有事業者の合併に際して名鉄へ継承された。

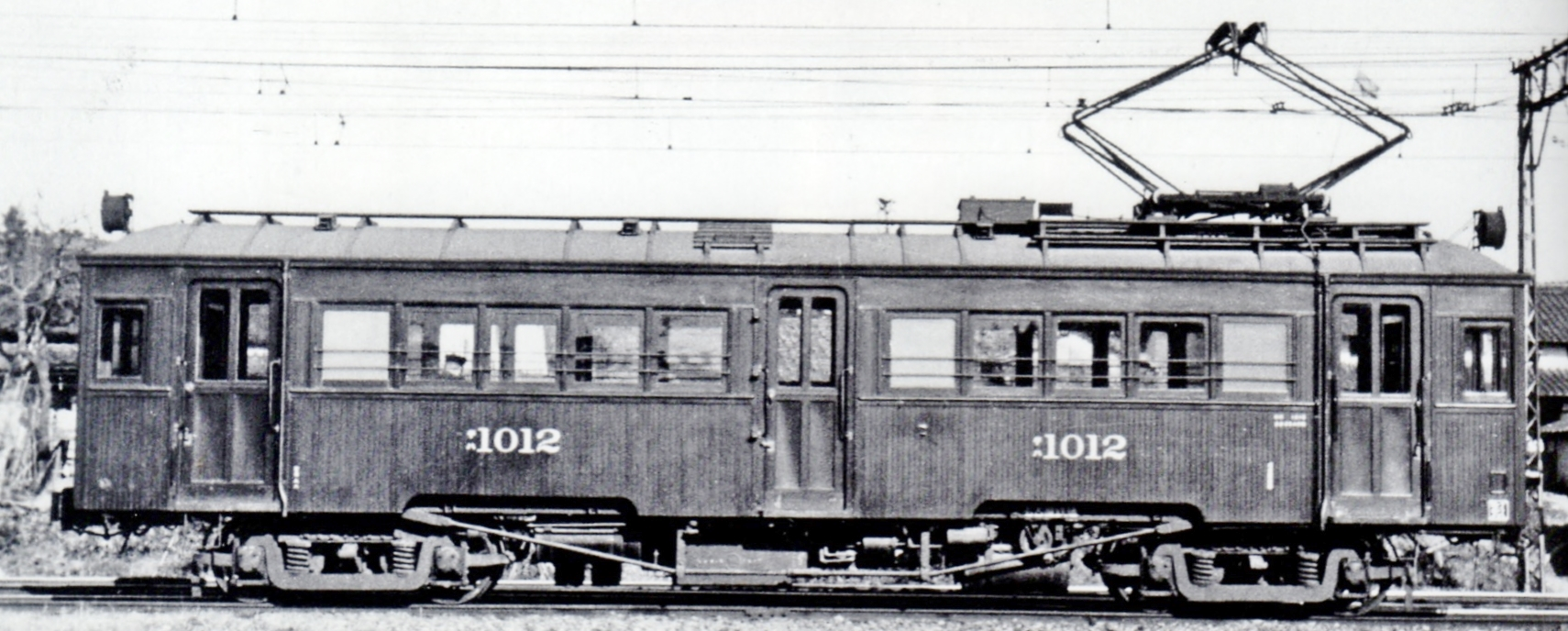
デ100形（初代）
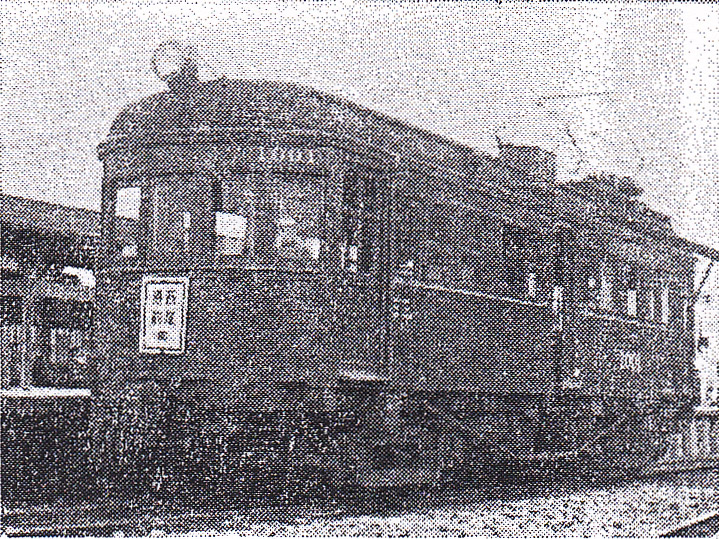
デ100形（2代）

## 駅一覧
- 全駅愛知県に所在[33]。
- 1937年（昭和12年）10月1日現在[33]。

| 駅名         | 駅間 キロ | 営業 キロ | 接続路線                       | 所在地   | 所在地 |
| ------------ | --------- | --------- | ------------------------------ | -------- | ------ |
| 今村駅       | -         | 0.0       | 名古屋鉄道：豊橋線             | 碧 海 郡 | 安城町 |
| 北安城駅     | 2.5       | 2.5       |                                | 碧 海 郡 | 安城町 |
| 南安城駅     | 1.5       | 4.0       |                                | 碧 海 郡 | 安城町 |
| 碧海古井駅   | 1.7       | 5.7       |                                | 碧 海 郡 | 安城町 |
| 碧海堀内駅   | 1.0       | 6.7       |                                | 碧 海 郡 | 桜井村 |
| 碧海桜井駅   | 1.2       | 7.9       |                                | 碧 海 郡 | 桜井村 |
| 米津駅       | 3.7       | 11.6      |                                | 碧 海 郡 | 明治村 |
| 中学前駅     | 1.4       | 13.0      |                                | 幡豆郡   | 西尾町 |
| 碧海西尾口駅 | 1.1       | 14.1      | 名古屋鉄道：西尾線（西尾口駅） | 幡豆郡   | 西尾町 |
| 西尾駅       | 0.9       | 15.0      | 名古屋鉄道：西尾線             | 幡豆郡   | 西尾町 |

## 施設
- 桜井変電所、回転変流器（交流側555V直流側750V）直流側の出力150kW、常用2[34]